# 穴生駅
穴生駅（あのおえき）は、福岡県北九州市八幡西区穴生一丁目にある、筑豊電気鉄道筑豊電気鉄道線の駅である。駅番号はCK05。

## 歴史
- 1956年（昭和31年）3月21日：駅開業。
- 1982年（昭和57年）11月17日：駅が高架化される[1]。

## 駅構造

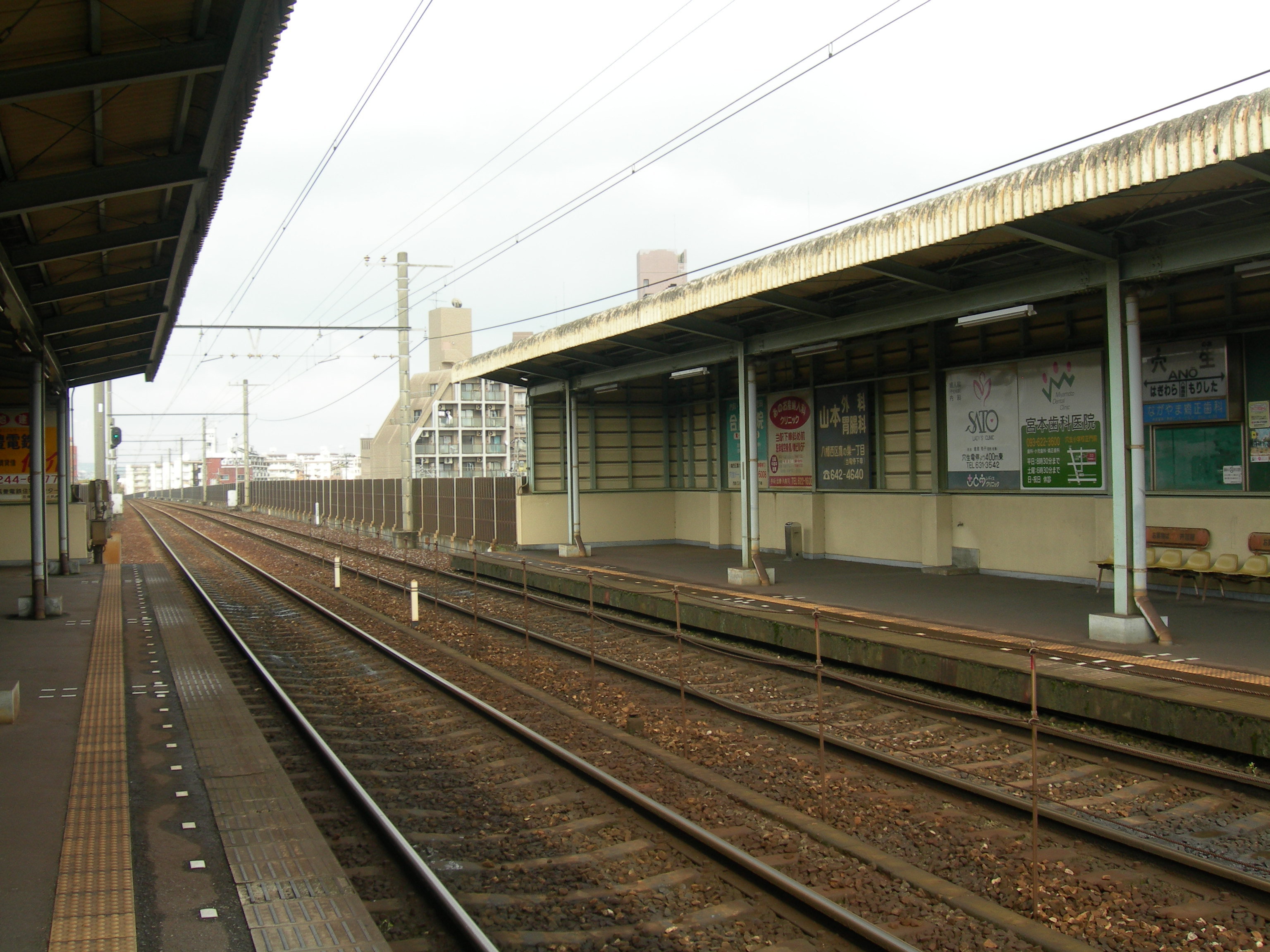
ホーム（2008年3月）

相対式ホーム2面2線の高架駅。駅高架下にはインターネットカフェが入居する。開業当初は地上駅だったが、駅近くの踏切が渋滞の原因となっていたため、1982年（昭和57年）に高架化された。
無人駅だが、かつては定期券発売所が設置されていた。
| ホーム | 路線        | 行先                       | 備考 |
| ------ | ----------- | -------------------------- | ---- |
| 1      | ■筑豊電鉄線 | 永犬丸・楠橋・筑豊直方方面 |      |
| 2      | ■筑豊電鉄線 | 熊西・ 黒崎駅前方面        |      |

※実際には上記ののりば番号標はない、上記の番号は列車運転指令上の番線番号である。

## 利用状況
2021年度の1日平均乗降人員は890人である。
近年の1日平均乗降人員は以下の通りである。
| 乗降人員推移 | 乗降人員推移    | 乗降人員推移    |
| 年度         | 1日平均乗車人員 | 1日平均乗降人数 |
| ------------ | --------------- | --------------- |
| 2011         |                 | 1,225           |
| 2012         |                 | 1,324           |
| 2013         |                 | 1,310           |
| 2014         |                 | 1,240           |
| 2015         |                 | 1,229           |
| 2016         |                 | 1,238           |
| 2017         |                 | 1,216           |
| 2018         |                 | 1,202           |
| 2019         |                 | 1,189           |
| 2020         | 456             | 904             |
| 2021         |                 | 890             |

## 駅周辺
駅周辺は中高層マンションや公共施設が多く建ち並ぶ。
- 福岡県道11号有毛引野線 - 駅直下を縦断する4車線の主要地方道。
- 北九州市立穴生小学校
- 北九州市立八幡特別支援学校
- 福岡職業能力開発促進センター（愛称：ポリテクセンター福岡）
- 北九州市立萩原小学校
- 九州地方整備局八幡維持出張所
- 福岡法務局八幡出張所
- 福岡県北九州赤十字血液センター
- 北九州市消防局八幡西消防署
- 北九州市上下水道局
  - 穴生浄水場
  - 西部工事事務所
- 西鉄バス北九州・八幡自動車営業所
- Aプライス穴生店
- 福岡ひびき信用金庫穴生支店
- 日本郵政八幡穴生郵便局
- JA北九穴生支店

### バス路線
- 西鉄バス北九州「穴生電停前」停留所
  - 57：黒崎駅 → 竹末 → 穴生電停前 → 八幡営業所

## 隣の駅
筑豊電気鉄道
■筑豊電気鉄道線
萩原駅 (CK04) - 穴生駅 (CK05) - 森下駅 (CK06)